# Linz Open 2025
Linz Open 2025 a fost un turneu profesionist de tenis feminin care s-a jucat pe terenuri dure acoperite. A fost cea de-a 34-a ediție a turneului și a făcut parte din seria WTA 500 a Circuitul WTA 2025. A avut loc TipsArena Linz din Linz, Austria, în perioada 27 ianuarie–2 februarie 2025.

## Campioni

### Simplu
Pentru mai multe informații consultați Linz Open 2025 – Simplu

### Dublu
Pentru mai multe informații consultați Linz Open 2025 – Dublu

## Puncte și premii în bani

### Distribuția punctelor
| Probă          | C   | F   | SF  | QF  | R16 | R32 | Q   | Q2  | Q1  |
| Simplu feminin | 500 | 325 | 195 | 108 | 60  | 1   | 25  | 13  | 1   |
| Dublu feminin  | 500 | 325 | 195 | 108 | 1   | N/A | N/A | N/A | N/A |

### Premii în bani
| Probă   | C         | F        | SF       | QF       | R16      | R32     | Q2      | Q1      |
| Simplu  | 123.480 € | 76.225 € | 44.525 € | 21.660 € | 11.823 € | 8.542 € | 5.739 € | 2.935 € |
| Dublu * | 41.210 €  | 24.970 € | 14.280 € | 7.400 €  | 4.470 €  | N/A     | N/A     | N/A     |

* per echipă